# Молдаване на Украине
Молдава́не на Украи́не (укр. Молдовани в Україні) — молдавское этническое меньшинство на Украине, согласно данным переписи населения 2001 года насчитывает 258 619 человек. Молдаване компактно проживают в районах украинско-молдавского этнического пограничья на Буковине и в Бессарабии, как в северной её части (Хотинщина), так и в южной (Буджак), и в этнических анклавах восточнее Днестра на Южной и, в меньшей степени, Правобережной Украине. Молдаване составляют самую крупную этническую группу Ренийского района Одесской области и Новоселицкого района Черновицкой области.

## История

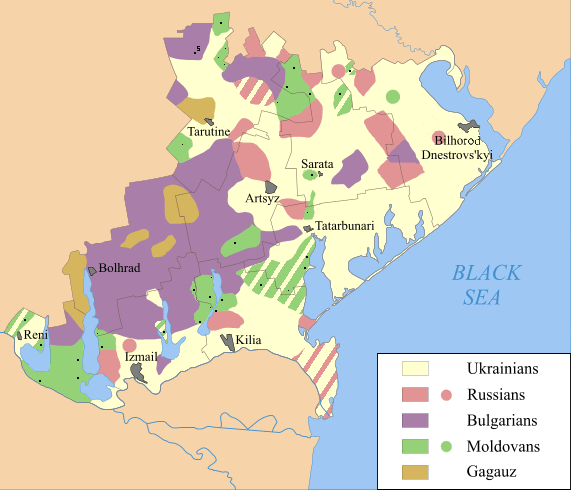
Этническая карта юга Одесской области, основного района компактного расселения украинских молдаван (отмечена зелёным цветом)

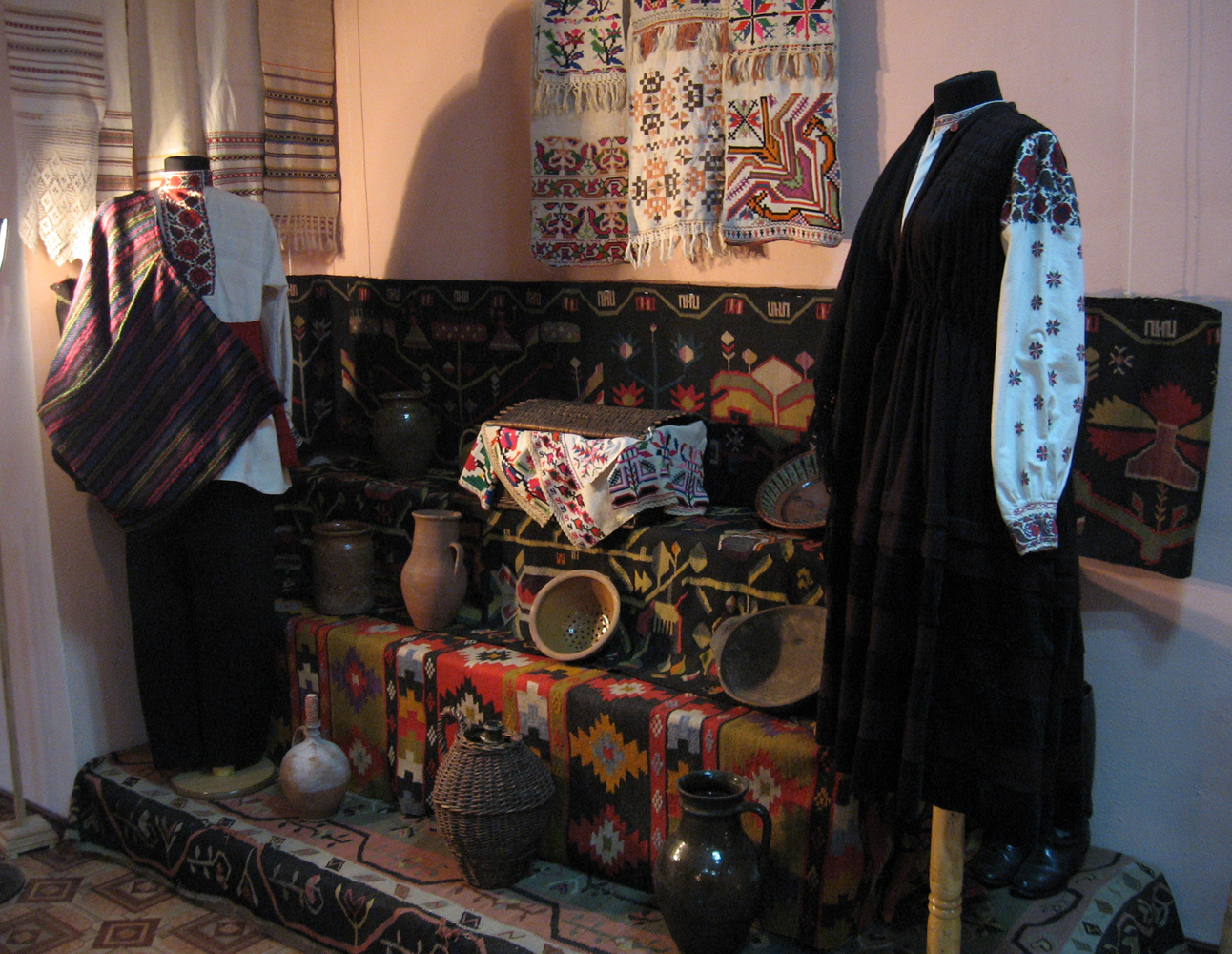
Предметы традиционной молдавской культуры в экспозиции одесского музея Степной Украины

Часть территории расселения восточнороманских народов в X—XIII вв. неоднократно входила в состав восточнославянских государственных объединений: Древнерусского государства и Галицко-Волынского княжества. В дальнейшем представители восточнороманских народов составляли значительную долю среди запорожского казачества.
Поселению молдаван в Причерноморье оказывало содействие то, что эта часть Украины и соседняя Молдавия с XVI века находились под турецким владычеством, поэтому переход населения из Молдавии на малозаселенное Левобережье Днестра, Левобережье Днепра, Подолье, южные части Брацлавского и Киевского воеводств не встречал препятствий. Тогда молдавские крестьяне целыми поселками переселялись в Северное Причерноморье, где социальные условия были лучшими. Количество молдаван на Украине выросло, после того как в 1791 году территория между Днестром и Бугом перешла во владение Российской империи, и русское правительство предоставило в ней молдавским помещикам и членам правительства большие землевладения (в частности, 1792 году — 260 тыс. десятин земли в Ананьевськом и Тираспольском уездах, которые большей частью заселялись беглецами из Запрутской Молдавии). Некоторая часть молдаван поселилась и восточнее от Южного Буга.
Молдавские поселенцы принимали участие в гайдамацких восстаниях, их расселяли вместе с украинцами в военных поселениях Новороссии.
После ликвидации Запорожской сечи (1775) молдаване основали ряд таких посёлков (рот) в междуречье Днепра и Синюхи, а также в Славяносербском и Бахмутском уездах. Со временем на территории Новой Сербии был образован Молдавский гусарский полк.
В XIX веке, под влиянием новообразовавшегося Румынского государства часть населения бывшего Молдавского княжества постепенно начала считать себя румынами, тогда как молдаване, которые не вошли в состав Румынии сохранили прежнюю этническую идентичность.
Начиная с середины XIX века доля молдавского населения Бессарабии и Новороссии постепенно уменьшалась за счёт интенсивной миграции украинцев, русских, болгар, гагаузов, немцев. Если в начале XIX века молдаване Бессарабии составляли свыше 60 %, то в 1834 году — 58,23 %, в 1850 году — 57,06 %, в 1857 году — 53,22 %, в 1897 году — 47,60 %, а в 1907 году — 45,72 %. Особенно заметно молдавское население сокращалось в Бендерском и Измаильском уездах, которые становились районом интенсивного расселения немецких колонистов, а также болгар и гагаузов.
Общее сокращение молдавского населения Бессарабии и Новороссии было обусловлено двумя факторами: переселением молдаван в восточные части степной Украины, на Северный Кавказ и другие районы России, а также заметной их ассимиляцией украинцами и русскими, особенно тех небольших групп, которые далеко углубились в славянские этнические массивы. Ассимилирующие процессы в среде молдавских изолятов особенно заметными были в Новороссии, а также на Правобережной Украине. Если в начале XIX века в Новороссии молдаване составляли от 1 до 5 %, то в конце XIX века — от 1,81 до 0,43 %. Такая же тенденция наблюдалась и в южных районах Подолья, прежде всего Балтском, Ямпольском, Ольгопольском уездах, которые в начале XIX века интенсивно заселялись молдаванами (их удельный вес представлял от 5 до 14 %). Тем не менее в пореформенное время (после 1861 года) их доля, несмотря на новые миграционные волны, сократилась до 1 — 4 % преимущественно вследствие ассимиляции украинцами.
По всероссийской переписи 1897 на территории 9 малороссийских губерний жило 185 000 молдаван, в том числе в Херсонской — 147 000, Подольской — 27 000, Екатеринославской — 9 000.
После выделения части Херсонской губернии в 1924 году в состав Молдавской Автономной ССР, на Украине оставалось около 100 000.

## Современность
| Область                   | Численность (тыс. чел.) | %       |
| ------------------------- | ----------------------- | ------- |
|                           |                         |         |
| Винницкая область         | 2,9                     | 0,1 %   |
| Днепропетровская область  | 4,4                     | 0,12 %  |
| Донецкая область          | 7,2                     | 0,15 %  |
| Житомирская область       | 1,4                     | 0,1 %   |
| Запорожская область       | 1,5                     | 0,1 %   |
| Ивано-Франковская область | 0,6                     | < 0,1 % |
| Киевская область          | 1,5                     | 0,1 %   |
| Кировоградская область    | 8,2                     | 0,7 %   |
| Луганская область         | 3,3                     | 0,1 %   |
| Николаевская область      | 13,2                    | 1,0 %   |
| Одесская область          | 123,8                   | 5,0 %   |
| Полтавская область        | 2,5                     | 0,2 %   |
| Ровненская область        | 0,4                     | 0,03 %  |
| Сумская область           | 0,8                     | 0,1 %   |
| Харьковская область       | 2,5                     | 0,09 %  |
| Херсонская область        | 4,2                     | 0,4 %   |
| Черкасская область        | 1,6                     | 0,1 %   |
| Черновицкая область       | 67,2                    | 7,3 %   |
| город Киев                | 1,9                     | 0,1 %   |

Согласно данным переписи населения 2001 года на Украине проживает 258,6 тысяч молдаван, при этом их численность по сравнению с данными переписи 1989 года сократилась на 20,3 %. Большинство из них проживало на территории Одесской, Черновицкой, Николаевской и Кировоградской областей. В подавляющем большинстве молдаване проживают в сельской местности. Только в таких индустриальных областях, как Днепропетровская, Донецкая, Луганская, Запорожская и АР Крым, большинство молдаван проживает в городских поселениях. 70 % молдаван Украины признали родным языком молдавский язык, 17,6 % — русский, 10,7 % — украинский, 1,7 % — другой.
В Одессе ведётся радиовещание на молдавском языке, в Ренийском районе работают 5 сельских школ с преподаванием на молдавском языке. Однако образование на молдавском языке сокращается. В 2017 году на Украине действовали только 3 школы с преподаванием на молдавском языке. В сентябре 2017 года Президент Украины Петр Порошенко подписал закон, предусматривающий следующие изменения в сфере обучения на языках национальных меньшинств в школах:
- Прекращение преподавания в школах на языках национальных меньшинств. С 2018 года — с 5-го класса и старше, к 2020 году — полностью;
- Разрешено создавать отдельные классы с преподаванием на языках «коренных народов Украины» — крымчаков, крымских татар и караимов;
- Разрешено преподавать один или несколько предметов в школах на языках Евросоюза.

Однако, глава МИД Украины Павел Климкин в ходе визита в Румынию в октябре 2017 года заявил, что ни одна школа с преподаванием на румынском языке закрыта не будет.

## Известные молдаване - уроженцы Украины
- Петр Болбочан — военный деятель УНР.
- София Ротару — советская, молдавская и украинская певица.
- Иво Бобул — украинский певец
- Лилия Сандулеса — украинская певица.
- Алина Гросу — украинская певица.
- Владимир Мунтян — советский футболист.
- Геннадий Орбу — украинский футболист и тренер.
- Георгий Бущан — украинский футболист, вратарь.